# Campionati del mondo di atletica leggera indoor 2012 - 60 metri piani maschili
La competizione si è svolta il 9 e il 10 marzo 2012.

## Podio
| Pos.    | Atleta         | Nazionalità | Tempo |
| ------- | -------------- | ----------- | ----- |
| Oro     | Justin Gatlin  | Stati Uniti | 6"46  |
| Argento | Nesta Carter   | Giamaica    | 6"54  |
| Bronzo  | Dwain Chambers | Regno Unito | 6"60  |

## Situazione pre-gara

### Record
Prima di questa competizione, il record del mondo (WR) e il record dei campionati (CR) erano i seguenti.
| Record                | Prestazione | Atleta                     | Data                   | Competizione                     |
| --------------------- | ----------- | -------------------------- | ---------------------- | -------------------------------- |
| Record mondiale       | 6"39        | Maurice Greene Stati Uniti | 3 febbraio 1998 Madrid |                                  |
| Record mondiale       | 6"39        | Maurice Greene Stati Uniti | 3 marzo 2001 Atlanta   |                                  |
| Record dei campionati | 6"42        | Maurice Greene Stati Uniti | 7 marzo 1999 Maebashi  | Campionati del mondo indoor 1999 |

### Campioni in carica
I campioni in carica, a livello mondiale e continentale, erano:
| Campione | Atleta                      | Prestazione | Data                | Competizione                     |
| -------- | --------------------------- | ----------- | ------------------- | -------------------------------- |
| Mondiale | Dwain Chambers Regno Unito  | 6"48        | 13 marzo 2010 Doha  | Campionati del mondo indoor 2010 |
| Europeo  | Francis Obikwelu Portogallo | 6"53        | 6 marzo 2011 Parigi | Campionati europei indoor 2011   |

### La stagione
Prima di questa gara, gli atleti con le migliori tre prestazioni dell'anno erano:
| # | Atleta                    | Prestazione | Data                         |
| - | ------------------------- | ----------- | ---------------------------- |
| 1 | Trell Kimmons Stati Uniti | 6"45        | 26 febbraio 2012 Albuquerque |
| 2 | Lerone Clarke Giamaica    | 6"47        | 18 febbraio 2012 Birmingham  |
| 2 | Justin Gatlin Stati Uniti | 6"47        | 26 febbraio 2012 Albuquerque |

## Batterie
Le batterie si sono svolte a partire dalle 17:35 del 9 marzo 2012.
Si sono qualificati per le semifinali i primi 2 di ogni batteria e gli 8 migliori tempi.

### Batteria 1
| Pos. | Nome                       | Nazione        | Tempo | Note                          |
| ---- | -------------------------- | -------------- | ----- | ----------------------------- |
| 1    | Peter Emelieze             | Nigeria        | 6"85  | Q                             |
| 2    | Gerald Phiri               | Zambia         | 6"86  | Q                             |
| 3    | Nilson André               | Brasile        | 6"86  | q                             |
| 4    | Gary Yeo                   | Singapore      | 6"90  | q                             |
| 5    | Mesbah Ahmmed              | Bangladesh     | 7"04  | Record nazionale              |
| 6    | Cristian Leguizamón        | Paraguay       | 7"13  | Miglior prestazione personale |
| 7    | Chris Meke Walasi          | Isole Salomone | 7"47  | Miglior prestazione personale |
| 8    | Ghislain Nsimba Mandualika | RD del Congo   | 7"47  | Miglior prestazione personale |

### Batteria 2
| Pos. | Nome              | Nazione            | Tempo | Note                          |
| ---- | ----------------- | ------------------ | ----- | ----------------------------- |
| 1    | Emmanuel Biron    | Francia            | 6"68  | Q                             |
| 2    | Christian Blum    | Germania           | 6"74  | Q                             |
| 3    | Idrissa Adam      | Camerun            | 6"96  | Miglior prestazione personale |
| 4    | Raihau Maiau      | Polinesia francese | 7"18  | Record nazionale              |
| 5    | Rodman Teltull    | Palau              | 7"20  | Record nazionale              |
| 6    | Ibrahim Kabia     | Sierra Leone       | 7"33  |                               |
| 7    | Valerij Ponomarëv | Kirghizistan       | 7"38  |                               |
|      | Innocent Bologo   | Burkina Faso       | DNS   |                               |

### Batteria 3
| Pos. | Nome               | Nazione             | Tempo | Note                                     |
| ---- | ------------------ | ------------------- | ----- | ---------------------------------------- |
| 1    | Simone Collio      | Italia              | 6"68  | Q                                        |
| 2    | Brijesh Lawrence   | Saint Kitts e Nevis | 7"00  | Q                                        |
| 3    | Sibusiso Matsenjwa | eSwatini            | 7"04  | Record nazionale                         |
| 4    | Lerone Clarke      | Giamaica            | 7"05  |                                          |
| 5    | Federico Gorrieri  | San Marino          | 7"54  | Miglior prestazione personale stagionale |
| 6    | Nooa Takooa        | Kiribati            | 7"57  | Miglior prestazione personale            |
| 7    | Dayne O'Hara       | Isola Norfolk       | 7"75  | Miglior prestazione personale            |

### Batteria 4
| Pos. | Nome                    | Nazione                   | Tempo | Note                          |
| ---- | ----------------------- | ------------------------- | ----- | ----------------------------- |
| 1    | Ángel David Rodríguez   | Spagna                    | 6"64  | Q                             |
| 2    | Nesta Carter            | Giamaica                  | 6"74  | Q                             |
| 3    | Ben Youssef Meïté       | Costa d'Avorio            | 6"77  | q                             |
| 4    | Aziz Ouhadi             | Marocco                   | 6"91  | q                             |
| 5    | Hasanain Hasan Zubaiyen | Iraq                      | 6"98  | Record nazionale              |
| 6    | Keiron Rogers           | Anguilla                  | 7"04  | Record nazionale              |
| 7    | Courtney Carl Williams  | Saint Vincent e Grenadine | 7"35  | Miglior prestazione personale |
| 8    | Joshua Jeremiah         | Nauru                     | 7"50  | Miglior prestazione personale |

### Batteria 5
| Pos. | Nome             | Nazione           | Tempo | Note                          |
| ---- | ---------------- | ----------------- | ----- | ----------------------------- |
| 1    | Marc Burns       | Trinidad e Tobago | 6"69  | Q                             |
| 2    | Justyn Warner    | Canada            | 6"75  | Q                             |
| 3    | Jeremy Bascom    | Guyana            | 6"90  | q                             |
| 4    | Mateo Edward     | Panama            | 6"91  | q                             |
| 5    | Roy Ravana       | Figi              | 7"17  | Record nazionale              |
| 6    | Mikel de Sa      | Andorra           | 7"51  |                               |
| 7    | Joseph Andy Lui  | Tonga             | 7"71  | Miglior prestazione personale |
|      | Chencho Gyeltsen | Bhutan            | DNS   |                               |

### Batteria 6
| Pos. | Nome                | Nazione        | Tempo | Note                                     |
| ---- | ------------------- | -------------- | ----- | ---------------------------------------- |
| 1    | Trell Kimmons       | Stati Uniti    | 6"70  | Q                                        |
| 2    | Rytis Sakalauskas   | Lituania       | 6"87  | Q                                        |
| 3    | Achitbileg Battulga | Mongolia       | 7"03  | Miglior prestazione personale            |
| 4    | Ahmed Azneem        | Maldive        | 7"33  | Miglior prestazione personale            |
| 5    | Roman Cress         | Isole Marshall | 7"43  | Miglior prestazione personale stagionale |
|      | Tim Abeyie          | Ghana          | DSQ   |                                          |
|      | John Howard         | Micronesia     | DSQ   |                                          |

### Batteria 7
| Pos. | Nome                   | Nazione       | Tempo | Note                                     |
| ---- | ---------------------- | ------------- | ----- | ---------------------------------------- |
| 1    | Justin Gatlin          | Stati Uniti   | 6"64  | Q                                        |
| 2    | Reza Ghasemi           | Iran          | 6"87  | Q                                        |
| 3    | Holder da Silva        | Guinea-Bissau | 6"95  | Miglior prestazione personale stagionale |
| 4    | Chun Ho Lai            | Hong Kong     | 6"97  |                                          |
| 5    | Mosito Lehata          | Lesotho       | 7"00  | Record nazionale                         |
| 6    | Jean Thierie Ferdinand | Mauritius     | 7"05  | Miglior prestazione personale            |
| 7    | Dominic Carroll        | Gibilterra    | 7"50  | Miglior prestazione personale stagionale |

### Batteria 8
| Pos. | Nome                      | Nazione     | Tempo | Note                          |
| ---- | ------------------------- | ----------- | ----- | ----------------------------- |
| 1    | Dwain Chambers            | Regno Unito | 6"65  | Q                             |
| 2    | Michael LeBlanc           | Canada      | 6"74  | Q                             |
| 3    | Su Bingtian               | Cina        | 6"84  | q                             |
| 4    | Amr Ibrahim Mostafa Seoud | Egitto      | 6"89  | q                             |
| 5    | Imran Khan                | Pakistan    | 7"21  | Miglior prestazione personale |
| 6    | Shakyll Lourens           | Aruba       | 7"49  | Miglior prestazione personale |
| 7    | Tavevele Noa              | Tuvalu      | 7"61  | Miglior prestazione personale |
| 8    | Alhassane Keita           | Guinea      | 8"12  | Miglior prestazione personale |

## Semifinali
Le semifinali si sono disputate a partire dalle 17:30 del 10 marzo 2012.

I primi 2 classificati di ogni batteria e i due migliori tempi si sono qualificati per la finale.

### Batteria 1
| Pos. | Nome                      | Nazione        | Tempo | Note |
| ---- | ------------------------- | -------------- | ----- | ---- |
| 1    | Justin Gatlin             | Stati Uniti    | 6"50  | Q    |
| 2    | Aziz Ouhadi               | Marocco        | 6"68  | Q    |
| 3    | Rytis Sakalauskas         | Lituania       | 6"69  |      |
| 4    | Michael LeBlanc           | Canada         | 6"71  |      |
| 4    | Simone Collio             | Italia         | 6"71  |      |
| 4    | Ben Youssef Meïté         | Costa d'Avorio | 6"71  |      |
| 7    | Peter Emelieze            | Nigeria        | 6"81  |      |
| 8    | Amr Ibrahim Mostafa Seoud | Egitto         | 6"83  |      |

### Batteria 2
| Pos. | Nome             | Nazione             | Tempo | Note |
| ---- | ---------------- | ------------------- | ----- | ---- |
| 1    | Nesta Carter     | Giamaica            | 6"56  | Q    |
| 2    | Dwain Chambers   | Regno Unito         | 6"62  | Q    |
| 3    | Emmanuel Biron   | Francia             | 6"65  | q    |
| 4    | Jeremy Bascom    | Guyana              | 6"77  |      |
| 5    | Christian Blum   | Germania            | 6"79  |      |
| 6    | Reza Ghasemi     | Iran                | 6"79  |      |
| 7    | Brijesh Lawrence | Saint Kitts e Nevis | 6"80  |      |
| 8    | Gary Yeo         | Singapore           | 6"93  |      |

### Batteria 3
| Pos. | Nome                  | Nazione           | Tempo | Note                                     |
| ---- | --------------------- | ----------------- | ----- | ---------------------------------------- |
| 1    | Trell Kimmons         | Stati Uniti       | 6"61  | Q                                        |
| 2    | Marc Burns            | Trinidad e Tobago | 6"62  | Q                                        |
| 3    | Justyn Warner         | Canada            | 6"67  | q                                        |
| 4    | Ángel David Rodríguez | Spagna            | 6"71  |                                          |
| 5    | Su Bingtian           | Cina              | 6"74  | Miglior prestazione personale stagionale |
| 6    | Mateo Edward          | Panama            | 6"91  | Miglior prestazione personale            |
| 7    | Nilson André          | Brasile           | 6"93  |                                          |
| 8    | Gerald Phiri          | Zambia            | DSQ   |                                          |

## Finale
La finale si è svolta alle 20:05 del 10 marzo 2012.
| Pos.    | Nome           | Nazione           | Tempo | Note                                     |
| ------- | -------------- | ----------------- | ----- | ---------------------------------------- |
| Oro     | Justin Gatlin  | Stati Uniti       | 6"46  | Miglior prestazione personale stagionale |
| Argento | Nesta Carter   | Giamaica          | 6"54  |                                          |
| Bronzo  | Dwain Chambers | Regno Unito       | 6"60  |                                          |
| 4       | Trell Kimmons  | Stati Uniti       | 6"60  |                                          |
| 5       | Marc Burns     | Trinidad e Tobago | 6"62  |                                          |
| 6       | Emmanuel Biron | Francia           | 6"63  |                                          |
| 7       | Justyn Warner  | Canada            | 6"65  |                                          |
| 8       | Aziz Ouhadi    | Marocco           | 6"72  |                                          |